# 道の駅鴨川オーシャンパーク
道の駅鴨川オーシャンパーク（みちのえき かもがわオーシャンパーク）は、千葉県鴨川市にある国道128号の道の駅である。
管理は太海フラワーセンターが行っていたが、2004年（平成16年）4月より、鴨川市農林業体験交流協会へと変更された。

## 施設
- 駐車場
  - 普通車：67台
  - 大型車：5台
  - 身障者用：2台
- トイレ
  - 男：16器
  - 女：14器
  - 身障者用：1器
- レストラン
- 特産物販売
- 千年磯公園
- 展望テラス

## 休館日
- 年に2回ほど不定休有

## アクセス
- 国道128号 - 登録路線

## 周辺
- 鴨川シーワールド
- 太海フラワーセンター